# Inopeplus reclusa
Inopeplus reclusa är en skalbaggsart som först beskrevs av Leconte 1880.  Inopeplus reclusa ingår i släktet Inopeplus och familjen trädbasbaggar. Inga underarter finns listade i Catalogue of Life.